# Grandes éxitos (álbum de Fito Páez)
Grandes éxitos es el primer trabajo recopilatorio que la empresa discográfica EMI editara del músico rosarino. El mismo fue lanzado al mercado en el año 1990, cuando Fito Páez solo poseía seis discos en su carrera. Fito acababa de firmar contrato con Warner Music.

## Lista de canciones
1. La Rumba del Piano - 4:30
2. Ciudad de Pobres Corazones - 5:30
3. Lejos de Berlín - 3:36
4. Giros - 3:45
5. Nunca Podrás Sacarme Mi Amor - 3:38
6. Ámbar Violeta - 2:26
7. Solo los Chicos - 4:32
8. Un Rosarino en Budapest - 4:30
9. 11 y 6 - 3:10
10. Dando Vueltas en el Aire - 4:20
11. Del 63 - 4:38
12. Narciso y Quasimodo - 3:05